# 圣莱昂-罗特
圣莱昂-罗特是德国巴登-符腾堡州的一个市镇。总面积25.56平方公里，总人口12894人，其中男性6434人，女性6460人（2011年12月31日），人口密度504人/平方公里。